# Irina Bokova
Irina Georgieva Bokova (in bulgaro Ирина Георгиева Бокова?; Sofia, 12 luglio 1952) è una politica bulgara  direttrice generale dell'UNESCO dal 2009 al 2017.

## Biografia
È stata membro del parlamento bulgaro per il Partito Socialista Bulgaro per due mandati, ministra e vice ministra degli esteri nel governo di Žan Videnov. Ambasciatrice bulgara in Francia e Monaco, dal 22 settembre 2009  al 15 novembre 2017 è stata eletta direttrice generale dell'UNESCO. Il 15 febbraio 2016, presso l'Università per Stranieri di Perugia, ha ricevuto la laurea honoris causa in Relazioni internazionali e cooperazione allo sviluppo, alla presenza della Ministra dell'istruzione italiana, Sen. Stefania Giannini.